# キム・ミンジュン
キム・ミンジュン（김민준、1976年7月24日 - ）は、韓国の俳優。1995年にファッションショーのモデルとしてデビューした。2003年に韓国で社会現象になるほど人気になった連続テレビドラマの時代劇『チェオクの剣』でハ・ジウォンとイ・ソジンと共に主演し、広く知られるようになった。
身長186センチメートル。Studio Santa Claus Entertainment所属。

## 出演作品

### 映画
- 天国からの手紙（2003年）
- おまえを逮捕する（2005年）
- 笑顔の記憶（2005年）
- 礼儀なきものたち（2006年）
- 愛 サラン（2007年）
- チョルラの詩（2010年）
- カメリア（IRON PUSSY）（2010年）
- 後宮（2012年）

### テレビドラマ
- チェオクの剣（2003年、MBC） - チャン・ソンベク（チャン・ジェム）役
- フルハウス（2004年、KBS） - キム・ミンジュン役
- 嵐の中へ（2004年、SBS） - キム・ヒョンテ役
- アイルランド（2004年、MBC） - イ・ジェボク役
- プラハの恋人（2005年、SBS） - チ・ヨンウ役
- サムデイ（2006年、OCN） - コ・ジンピョ役
- 外科医ポン・ダルヒ（2007年、SBS） - イ・ゴヌク役
- インスンはきれいだ（2007年、KBS） - ユ・サンウ役
- オンエアー（2008年、SBS） - キム・ミンジュン役
- いかさま師タチャ（2008年、SBS） - イ・ヨンミン（チュ・ユンパル）役
- チング 〜愛と友情の絆〜（2009年、MBC） - イ・ジュンソク役
- ロマンスタウン（2011年、KBS） - キム・ヨンヒ役
- 親愛なる者へ（2012年、JTBC） - チェ・ウニョク役
- 身分を隠せ（2015年、tvN） - チョン先生役
- もう一度ハッピーエンディング（2016年、MBC） - イ・ウク役
- ベビーシッター（2016年、KBS） - ユ・サンウォン役
- 花郎（ファラン）（2016年-2017年、KBS） - チャン役
- 猟奇的な彼女（2017年、SBS） - チュソン大君役
- 私たち、恋してたのかな？（2020年、JTBC） - ク・パド役

### ミュージックビデオ
- 2004年 イム・ジェボム『君はどこへ〜同感3』／パク・ヒョシン『そこに立って』
- 2006年 See Ya『女人の香り』

### オリジナルDVD
- 2007年 Secret Story 2007: キム ミンジュンの世界へ
- 2008年 Kim Min Jun: 素顔のキム ミンジュン
- 2008年 素顔のキム・ミンジュンII〜2008ファンミーティング イン 東京〜

### CM
- ベンツ
- 外換銀行
- サムスンカード
- KTF

## 受賞歴
- 2001年：韓国ファッション写真家協会選定「最高のモデル」賞
- 2003年：MBC演技大賞　新人賞
- 2004年：第40回　百想芸術大賞ＴＶ部門　男子新人演技賞